# Erich Henke
Erich Henke (* 7. Mai 1931 in Köln) ist ein deutscher Verwaltungsbeamter, Bau- und Wohnungswirtschaftler und Politiker (SPD).
Nach dem Schulbesuch schlug Henke eine Beamtenlaufbahn ein. Er war von 1948 bis 1969 bei der Stadtverwaltung Köln beschäftigt und wurde zuletzt zum Oberamtmann befördert. 1974 übernahm er die Geschäftsführung der Grund und Boden GmbH.
Henke schloss sich 1957 der SPD und war seit 1960 Vorsitzender des SPD-Ortsverbandes Köln-Sülz/Klettenberg. Er wurde 1968 stellvertretender Vorsitzender der Kölner Sozialdemokraten und 1972 zum Vorsitzenden des SPD-Unterbezirks Köln gewählt. Er war von 1969 bis 1980 Mitglied des Deutschen Bundestages. In dieser Zeit war er auch Mitglied im Vermittlungsausschuss zwischen Bundestag und Bundesrat. Im Parlament vertrat er den Wahlkreis Köln IV. Von 1970 bis 1976 war Henke Obmann der SPD-Fraktion für Raumordnung, Bauwesen und Städtebau. Von 1976 bis 1980 war er stellvertretender Vorsitzender des Bundestagsausschusses für Raumordnung, Bauwesen und Städtebau.

## Ehrungen
- 1983: Verdienstkreuz 1. Klasse der Bundesrepublik Deutschland